# Alabagrus esenbeckii
Alabagrus esenbeckii är en stekelart som först beskrevs av Maximilian Spinola 1840.  Alabagrus esenbeckii ingår i släktet Alabagrus och familjen bracksteklar. Inga underarter finns listade i Catalogue of Life.